# 索娜莉·班德利
索娜莉·班德利（英語：Sonali Bendre，1975年1月1日—）是印度女演员、模特儿、作家及電視節目主持人。她主要出現在寶萊塢電影。1994年出道以来，曾獲得印度電影觀眾獎新面孔奬項。
班德利較成功的電影包括：《Aag》、《Hum Saath-Saath Hain》、《Sarfarosh》、《Major Saab》和《Once Upon A Time in Mumbai Dobaara!》等。
2018年7月，她公布患癌的消息並透露自己目前正接受治療。

## 外部連結
- 索娜莉·班德利在互联网电影资料库（IMDb）上的資料（英文）
- 索娜莉·班德利的Instagram帳戶